# Chrysocraspeda auristigma
Chrysocraspeda auristigma är en fjärilsart som beskrevs av Louis Beethoven Prout 1918. Chrysocraspeda auristigma ingår i släktet Chrysocraspeda och familjen mätare. Inga underarter finns listade i Catalogue of Life.